# Massacre de Koulogon
Le massacre de Koulogon a lieu le 1er janvier 2019, pendant la guerre du Mali. Il est commis dans le village peul de Koulogon, près de Koulogon Habbé, dans le centre du Mali, par des miliciens dogons.

## Contexte
En 2015, la région de Mopti, dans le centre du Mali devient le théâtre d'attaques djihadistes avec l'apparition de la katiba Macina, dirigée par le prédicateur peul Amadou Koufa. Mais à partir de 2017, les violences prennent un caractère communautaire, opposant Dogons et Bambaras, traditionnellement agriculteurs, aux Peuls, traditionnellement éleveurs, et qui sont amalgamés aux djihadistes,,. Des milices sont formées, comme l'Alliance pour le salut au Sahel (ASS), peule, et Dan na Amassagou, qui regroupe des chasseurs dozos dogons. Au cours de l'année 2018, ce conflit communautaire cause la mort de plus de 500 civils selon l'ONU.

## Déroulement
Le 1er janvier 2019, une centaine d'hommes armés, vêtus de la tenue des chasseurs dozos et appuyés par des habitants des villages environnants, attaquent la localité de Koulogon, dans la commune de Koulogon Habbé, dans le cercle de Bankass,,. Les assaillants sont équipés de fusils de chasse et d'armes automatiques et semi-automatiques. Ils arrivent dans le village à moto, vers six heures du matin. Ils sont identifiés comme étant des Dogons et sont équipés d'armes lourdes et non des fusils de chasse traditionnels des dozos,. Plusieurs dizaines d'hommes se dirigent d'abord vers la mosquée, où ils ouvrent le feu. Des villageois sont tués dans leurs maisons. Certains habitants tentent de se réfugier chez le chef du village, Moussa Diallo, mais ce dernier est assassiné, ainsi que plusieurs membres de sa famille, dont une petite fille et des vieilles femmes,. Les femmes trouvées dans la case de la femme du chef du village sont cependant épargnées par les assaillants. Plusieurs maisons sont incendiées et les villageois qui échappent à la tuerie prennent la fuite,. 
L'armée malienne se rend sur les lieux dans les heures qui suivent la tuerie, mais le village est totalement abandonné.

## Bilan humain
Selon le gouvernement malien, la tuerie cause la mort de 37 civils. Parmi les victimes figurent trois femmes et plusieurs enfants. Plusieurs personnes sont également blessées. Les corps sont enterrés dans une fosse commune.
Le 29 janvier 2019, la MINUMSA et le Haut-Commissariat des Nations unies aux droits de l'homme (HCDH) donnent les conclusions de leur enquête et affirment que 36 civils sont morts lors du massacre, dont une femme et quatre enfants, et qu'un des assaillants a également été tué. Huit des victimes ont été exécutées puis brûlées dans leurs cases. Trois corps ont été mutilés. Neuf personnes ont également été blessées, dont une femme très âgée qui succombe à ses blessures le 14 janvier. Le 6 juin 2019, la MINUSMA déclare que « l'attaque a fait 37 morts sur place et deux autres personnes ont succombé à leurs blessures ».
La MINUMSA et le HCDH précisent que 173 cases et 59 des 61 greniers ont été incendiés ou pillés, « privant ainsi les survivants de l’attaque des denrées indispensables à leur survie ».

## Réactions
Dans son communiqué, le gouvernement malien déclare que « les auteurs des crimes seront punis avec toute la rigueur de la loi » et appelle « l'ensemble des communautés de la zone centre au calme ». Mais l'association culturelle peule Tabital Pulaaku dénonce pour sa part l'inaction des autorités maliennes et appelle au désarmement des milices.
L'attaque est également condamnée par la MINUSMA.
La France se déclare également « préoccupée par l’augmentation des meurtres et violences graves à l’encontre des civils dans le centre du Mali depuis quelques mois » et « appelle à une réaction forte des autorités maliennes pour que ces crimes fassent l’objet sans délai d’enquêtes et que leurs auteurs soient poursuivis et sanctionnés ».
Le 2 janvier, Dan Na Ambassagou dément être à l'origine du massacre, qu'il condamne et qualifie d'« acte barbare commis par les ennemis de la paix », dans un communiqué signé par le chef de sa branche militaire, Youssouf Toloba.

## Suites
Le soir du 2 janvier, le gouvernement malien affirme avoir arrêté sept suspects.
Le 4 janvier, le président malien Ibrahim Boubacar Keïta se rend sur les lieux du massacre et annonce l'édification d'une base permanente de l'armée malienne à Koulogon. Une enveloppe de 10 millions de francs CFA est également allouée pour l'aide aux victimes et la reconstruction du village.

## Enquête
Le 6 juin 2019, la MINUSMA publie son rapport sur le massacre de Koulogon. Guillaume Ngefa, directeur de la division des droits de l'homme de la MINUSMA, déclare alors : « Nous avons identifié les auteurs de l’attaque de Koulogon. Il s’agit des chasseurs traditionnels dozos. Ils étaient accompagnés d’une dizaine d’individus en tenues civiles. Ces individus sont formellement identifiés comme étant des résidents des villages voisins ».